# یلاشنیتسا (نیشکا بانگا)
یلاشنیتسا (به صربی: Jelašnica) یک منطقهٔ مسکونی در صربستان است که در Niška Banja واقع شده‌است.